# Coupe du monde de pentathlon moderne 2020
Navigation
2019 2021
La coupe du monde de pentathlon moderne 2020 se déroule entre le 26 février 2020 au Caire (Égypte) et le 14 mai 2020 à Séoul (Corée du Sud). La compétition est organisée par l'Union internationale de pentathlon moderne. En raison des Jeux olympiques, la saison est réduite à trois manches et une finale, mais les épreuves de Sofia, Budapest et la finale de Séoul sont finalement annulées.

## Hommes
| Date            | Lieu     | Or          | Or        | Or        | Or        | Or        | Argent        | Argent    | Argent    | Argent    | Argent    | Bronze                  | Bronze    | Bronze    | Bronze    | Bronze    |
| 26 février 2020 | Le Caire | Ádám Marosi | 1 470 pts | 1 470 pts | 1 470 pts | 1 470 pts | Jun Woong-tae | 1 460 pts | 1 460 pts | 1 460 pts | 1 460 pts | Arthur Lanigan O'Keeffe | 1 454 pts | 1 454 pts | 1 454 pts | 1 454 pts |
| 26 février 2020 | Le Caire | Ádám Marosi |           |           |           |           | Jun Woong-tae |           |           |           |           | Arthur Lanigan O'Keeffe |           |           |           |           |
| 26 février 2020 | Le Caire | Ádám Marosi | 270       | 299       | 285       | 616       | Jun Woong-tae | 227       | 305       | 293       | 635       | Arthur Lanigan O'Keeffe | 220       | 296       | 300       | 638       |

## Femmes
| Date            | Lieu     | Or          | Or        | Or        | Or        | Or        | Argent           | Argent    | Argent    | Argent    | Argent    | Bronze              | Bronze    | Bronze    | Bronze    | Bronze    |
| 26 février 2020 | Le Caire | Joanna Muir | 1 361 pts | 1 361 pts | 1 361 pts | 1 361 pts | Ulyana Batashova | 1 361 pts | 1 361 pts | 1 361 pts | 1 361 pts | Gulnaz Gubaydullina | 1 349 pts | 1 349 pts | 1 349 pts | 1 349 pts |
| 26 février 2020 | Le Caire | Joanna Muir |           |           |           |           | Ulyana Batashova |           |           |           |           | Gulnaz Gubaydullina |           |           |           |           |
| 26 février 2020 | Le Caire | Joanna Muir | 226       | 278       | 286       | 571       | Ulyana Batashova | 232       | 277       | 293       | 559       | Gulnaz Gubaydullina | 202       | 289       | 300       | 558       |

## Mixte
| Date            | Lieu     | Or                                | Or        | Or        | Or        | Or        | Argent                                      | Argent    | Argent    | Argent    | Argent    | Bronze                                   | Bronze    | Bronze    | Bronze    | Bronze    |
| 26 février 2020 | Le Caire | Égypte- Haydy Morsy - Eslam Hamad | 1 458 pts | 1 458 pts | 1 458 pts | 1 458 pts | Égypte- Salma Abdelmaksoud - Ahmed El-Gendy | 1 448 pts | 1 448 pts | 1 448 pts | 1 448 pts | Corée du Sud- Kim Sun-woo - Jung Jin-hwa | 1 445 pts | 1 445 pts | 1 445 pts | 1 445 pts |
| 26 février 2020 | Le Caire | Égypte- Haydy Morsy - Eslam Hamad |           |           |           |           | Égypte- Salma Abdelmaksoud - Ahmed El-Gendy |           |           |           |           | Corée du Sud- Kim Sun-woo - Jung Jin-hwa |           |           |           |           |
| 26 février 2020 | Le Caire | Égypte- Haydy Morsy - Eslam Hamad | 252       | 299       | 300       | 607       | Égypte- Salma Abdelmaksoud - Ahmed El-Gendy | 243       | 314       | 264       | 627       | Corée du Sud- Kim Sun-woo - Jung Jin-hwa | 221       | 312       | 295       | 617       |